# Emma Becker

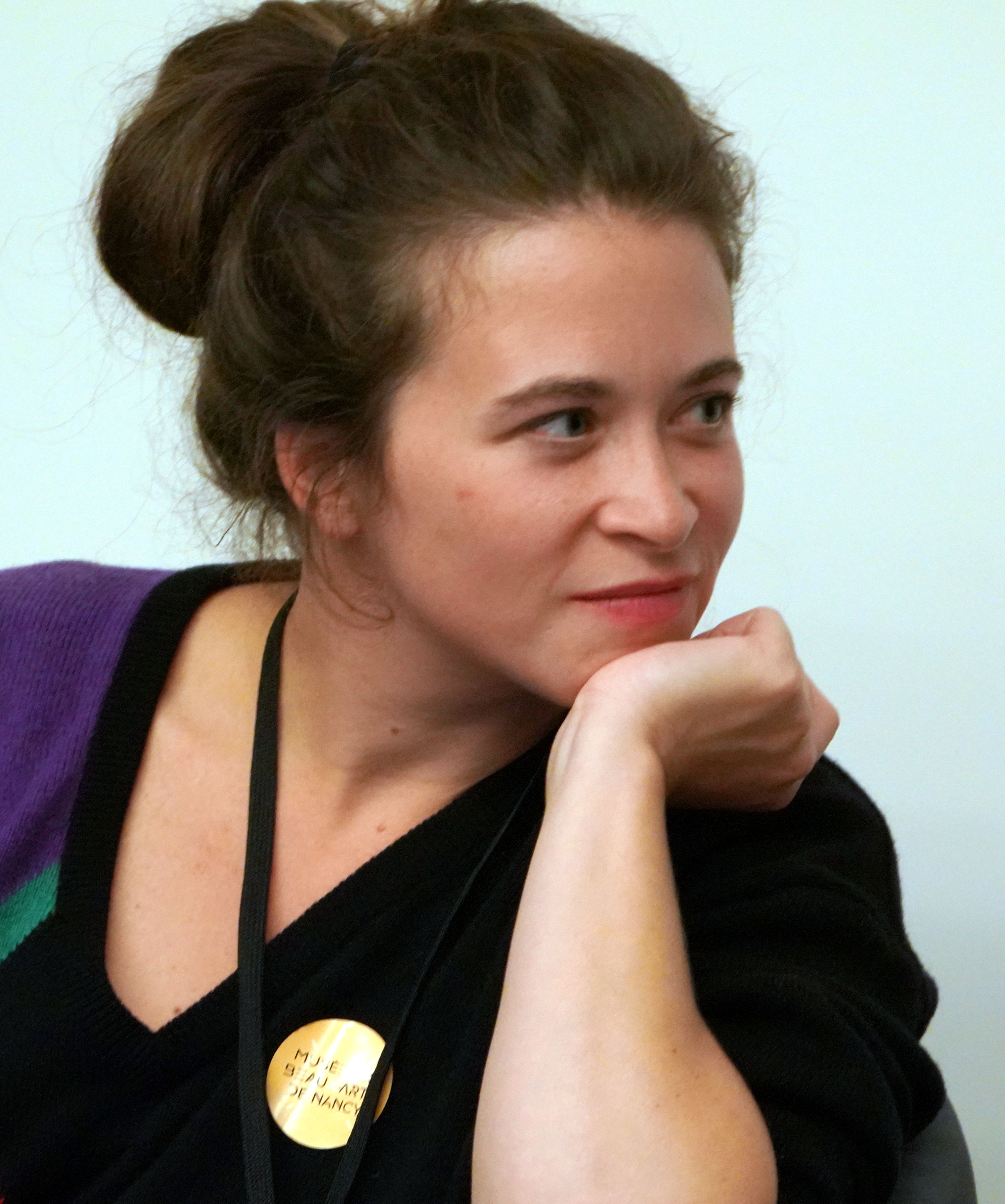
Emma Becker (2024)

Emma Becker (eigentlich Emma Durand; * 14. Dezember 1988 in Antony, Département Hauts-de-Seine) ist eine französische Schriftstellerin, die lange Zeit in Berlin gelebt und geschrieben hat. Ihr Pseudonym Becker leitet sich von Pannebecker, dem Nachnamen ihrer deutschen Großmutter, ab.

## Leben und Werk
Becker wuchs in gutbürgerlichen Verhältnissen im Großraum Paris auf. Ihr Vater war Unternehmer und ihre Mutter Psychologin. Die Eltern ließen sich 2001 scheiden. Becker besuchte seit demselben Jahr eine katholische Sekundarschule, das Institut Montalembert in Nogent-sur-Marne. 2006 erwarb sie das Baccalauréat. Anschließend studierte sie an der Universität Paris III (Sorbonne Nouvelle) Literatur. 2011 veröffentlichte sie mit Mr. ihren ersten Roman. Die autobiographisch gefärbte erotische Geschichte beschreibt die Beziehung einer jungen Studentin mit einem älteren verheirateten Mann.
2013 zog sie nach Berlin, wo eine Tante von ihr wohnte. Dort arbeitete Becker an ihrem zweiten Roman und wurde Mutter eines Sohnes. Später arbeitete sie zwei Jahre lang als Prostituierte in einem Berliner Bordell und beschrieb ihre Erlebnisse anschließend in dem als Autofiktion angelegten Roman La Maison. Auch ihr im August 2022 erschienener Roman L’inconduite ist autofiktional und handelt von ihrem wechselnden Leben zwischen Berlin und Paris als Mutter mit drei Liebhabern. Anfang der 2020er Jahre zog sie nach über zehn Jahren in Berlin wieder nach Frankreich und ließ sich mit ihrer Familie am Wohnort ihrer Mutter in Le Plan-de-la-Tour im südfranzösischen Département Var nieder.
Ihr Roman La Maison wurde 2022 in Frankreich mit Ana Girardot in der Hauptrolle verfilmt.

## Auszeichnungen
Ihr 2019 erschienener Roman La Maison wurde für die Literaturpreise Prix Renaudot und Prix de Flore 2019 nominiert und mit dem Prix du Roman des étudiants France Culture–Télérama ausgezeichnet.

## Werke
- Mr. Éditions Denoël, 2011, ISBN 978-2-207-10950-2.
deutsche Ausgabe: Monsieur. Piper, 2013, übersetzt von Antoinette Gittinger.
- Alice. Éditions Denoël, 2015, ISBN 978-2-207-12380-5.
- La Maison. Éditions Flammarion, 2019, ISBN 978-2-08-147040-8.
deutsche Ausgabe: La Maison. Rowohlt, 2020, übersetzt von Claudia Steinitz.
- L’inconduite. Éditions Albin Michel, 17. August 2022, ISBN 978-2-226-47560-2.
- Odile l'été. Julliard editions, 2023, ISBN 978-2-260-05511-2
- Le Mal joli. Éditions Albin Michel, 2024